# Turó de l'Home (Badalona)
El Turó de l'Home és un petit turó a cavall dels termes municipals de Badalona i Tiana.
De 362,5 metres d'altitud, és on comença la serra on hi ha situades les muntanyes més altes del municipi badaloní. Al peu d'aquesta muntanya, hi ha la urbanització del Mas-Ram.